# Fil de trame

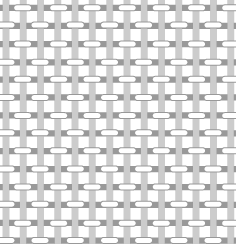
La trame forme les lignes horizontales de la toile

Le fil de trame est un fil placé dans le sens de la largeur. Son opposé est le fil de chaîne disposé dans la longueur. C'est l'entrecroisement de ces deux fils qui donne un tissu.
Sur le métier à tisser le fil de trame, enroulé sur une canette disposée dans une navette, passe entre les fils de chaîne d’un bord à l’autre de l’ouvrage, puis appuyé fortement contre la trame précédente avec le battant (peigne) pour former la bande de tissu.
Le fil de trame peut être unique, divers, de couleurs et de matières différentes, selon la complexité du tissu à obtenir comme le brocart ou le piqué.